# Regelvollzug
Der Regelvollzug ist eine Form der Freiheitsstrafe im deutschen Strafvollzugsrechts, bei der ein Strafgefangener, der vor der Verbüßung seiner aktuellen Strafhaft schon einmal mindestens drei Monate Freiheitsstrafe verbüßt hat.
Andere Strafgefangene befinden sich im Erstvollzug.

## Zuständigkeiten
Da gemäß § 141 Strafvollzugsgesetz eine auf die unterschiedlichen Bedürfnisse der Gefangenen abgestimmte Behandlung zu gewährleisten ist, werden Mehrfachtäter getrennt von Gefangenen im Erstvollzug untergebracht.
Dies erfolgt in separaten Justizvollzugsanstalten oder Abteilungen.